# Liste der Bodendenkmäler in Großenseebach
Auf dieser Seite sind die Bodendenkmäler in der mittelfränkischen Gemeinde Großenseebach zusammengestellt. Diese Tabelle ist eine Teilliste der Liste der Bodendenkmäler in Bayern. Grundlage ist die Bayerische Denkmalliste, die auf Basis des Bayerischen Denkmalschutzgesetzes vom 1. Oktober 1973 erstmals erstellt wurde und seither durch das Bayerische Landesamt für Denkmalpflege geführt wird. Die folgenden Angaben ersetzen nicht die rechtsverbindliche Auskunft der Denkmalschutzbehörde.

## Bodendenkmäler in Großenseebach
| Lage                     | Objekt                                                           | Akten-Nr.     | Bild |
| ------------------------ | ---------------------------------------------------------------- | ------------- | ---- |
| Großenseebach (Standort) | Bestattungsplatz vorgeschichtlicher Zeitstellung mit Grabhügeln. | D-5-6331-0052 |      |
| Großenseebach (Standort) | Bestattungsplatz vorgeschichtlicher Zeitstellung mit Grabhügel.  | D-5-6331-0053 |      |
| Großenseebach (Standort) | Siedlung der späten Latènezeit.                                  | D-5-6331-0057 |      |